# Gezellig & Leuk
Gezellig & Leuk was de naam van een Nederlands stripblad van Windig en de Jong, een Nederlands duo striptekenaars bestaande uit René Windig en Eddie de Jong. Er verschenen van 1973 t/m 1986 in totaal 8 nummers.
Naast de eigen strips van Windig en Jong, die de nummers 1 t/m 5 vulden, verschenen in Gezellig en Leuk vanaf nummer 6 ook strips van Aart Clerkx, Paul Derksen, Cliff Sterrett, Mark Smeets, Peter Pontiac, Eric Schreurs, Hein de Kort en Kamagurka.